# Dsjanis Pjatrou
Dsjanis Pjatrou (belarussisch Дзяніс Пятроу, wiss. Transliteration Dzjanis Pjatrou; * 21. Dezember 1995) ist ein ehemaliger belarussischer Biathlet.
Dsjanis Pjatrou bestritt seine ersten internationalen Rennen im Rahmen der Biathlon-Juniorenweltmeisterschaften 2013 in Obertilliach, wo er 50. des Einzels, 25. des Sprints und 24. der Verfolgung wurde. Mit der belarussischen Staffel wurde er 15. Erster Einsatz außerhalb des Juniorenbereichs wurde der Start im Sprintrennen bei den Biathlon-Europameisterschaften 2014 in Nové Město na Moravě, wo er 73. wurde.
Sein letztes internationales Rennen waren zwei Starts in der Juniorenklasse des IBU-Cup in Obertilliach in der Saison 2015/16.